# Trylogia Fallota
Trylogia Fallota (ang. trilogy of Fallot) – złożona wada serca, na którą składają się:
- stenoza zastawki pnia płucnego
- przerost prawej komory serca
- ubytek przegrody międzyprzedsionkowej.

Pierwsze dwie składowe wady wchodzą również w skład tetralogii Fallota; jednak w tej drugiej wadzie stwierdza się defekt przegrody międzykomorowej, a nie międzyprzedsionkowej, i dodatkowo występuje tzw. aorta jeździec. Nazwa obu wad honoruje Etienne'a Fallota.